# 皮耶阿
皮耶阿（義大利語：Piea），是意大利阿斯蒂省的一个市镇。总面积8.89平方公里，人口624人，人口密度70.2人/平方公里（2009年）。ISTAT代码为005084。